# Охладителна кула
Охладителните кули (или градирни) са промишлени съоръжения, предназначени за отделяне на отпадна топлина в атмосферата чрез понижаване на температурата на охлаждаща течност (обикновено вода). Представляват широки кули без покрив, наподобяващи комин. Някои охладителни кули охлаждат охлаждащата течност чрез изпарение на част от нея, а други (наричани сухи или затворени) използват радиатори, през които преминава въздушен поток.
Охладителни кули се използват в топлоелектрически централи, атомни електроцентрали, петролни рафинерии, химически заводи и други промишлени съоръжения, както и като компонент на големи ОВК инсталации. Кулите се различават по размери, които могат да достигнат до 200 метра височина и 100 метра в диаметър, или правоъгълни структури, които могат да бъдат над 40 метра високи и 80 метра дълги. Малките кули обикновено са фабрично вградени, докато по-големите са изградени на място.

## Видове охладителни кули
- Охладителна кула с естествена тяга

Тези охладителни кули са изпълнени обикновено от бетон под формата на ротационен хиперболоид. При това формата е изпълнена несиметрично. В горната част диаметърът е доста по-малък от долния диаметър. Поради това формата на конструкцията е една линейна повърхнина, която може да бъде изпълнена с прави стоманени носачи и по този начин да бъде намалена себестойността на изпълнение. Съгласно изискванията на немския стандарт ДИН 1055 минималната дебелина на стената на кулата трябва да бъде 18 см. При сравняване на една охладителна кула с височина 200 м. с пропорциите на едно яйце се установява, че пропорциите на кулата са с пет пъти по тънка повърхност (черупка) пропорционално на размерите си. По този начин става въпрос за една лека и елегантна конструкция, която трябва да бъде предпазвана от външни влияния и от агресивното химическо съдържание на парата и газовете вътре в нея. За строителството се използва или специален бетон. или се прави специална защита на повърхностите.
- Охладителна кула с естествена тяга и комбинирано използване като комин

По принцип охладителната кула не се използва за комин за изгорелите газове. Във връзка с пречистването на изгорелите газове и специално използването на сероочистващи инсталациии при ТЕЦ-ове с изгаряне на въглища, температурата на изгорелите газове се намалява и съществуващите комини не могат да се използват ефективно. В Германия има изработена пилотна инсталация с изхвърляне на изгорелите газове в парата на охладителната кула.
- Охладителна кула с вентилаторна тяга

Вентилаторните охладителни кули (височина 34 до 100 м.) не са толкова високи, колкото кулите с естествена тяга (височина до 200 м.) тъй като тягата при тях е създадена от вентилатор.
- Хибридна охладителна кула

## Предназначение
Топлоелектрическите централи генерират необходимата топлина за работата си по следните начини:
- Изгаряне на химически енергийни носители като въглища, газ, торф, биомаса, дизелово гориво и др. в ТЕЦ.
- Разпадане на ядрено гориво в АЕЦ
- Използване на топлинната енергия на слънцето (абсорбционна слънчева енергия)
- Геотермална енергия

Съгласно законите на термодинамиката, топлинната енергия може да бъде превърната в друг вид енергия само при наличието на температурна разлика между входа и изхода на съоръжението за преобразеване.. Следователно освен източник на топлина в тези централи е необходим и охладител. Това може да бъде охладителната кула.
При производството на ток се използва на първо място един генератор на пара. Парата задвижва турбина, която задвижва от своя страна генератор и произвежда електрически ток. При излизане от парната турбина около 15 % от парата е кондензирана. Трябва да бъде след това кондензирана с помощта на кондензер.